# Melogale moschata
Melogale moschata (харсун китайський) — вид хижих ссавців з родини Мустелові (Mustelidae). Необхідні подальші дослідження по систематиці цього роду у зв'язку з морфологічною подібністю між усіма видами роду Melogale і тим, що ретельне таксономічне вивчення для цього роду не було зроблене. 

## Поширення
Країна поширення: Китай, Індія, Лаоська Народно-Демократична Республіка, М'янма, Тайвань, В'єтнам. Зустрічається в тропічних і субтропічних лісах, на лісистих пагорбах, а також пасовищах і посівних площах, таких як рисові поля. Діапазон поширення за висотою: від 50 до 2000 м. Цей вид часто зустрічаються поблизу людського житла. 

## Поведінка
Веде виключно нічний спосіб життя. Живе в наявних отворах і норах, а не риє нові. Харчується в основному дрібними тваринами, такими як комахи, дощові хробаки, равлики, жаби, а іноді й трупи дрібних птахів і ссавців, яйця і фрукти. Інколи вітають його прихід до хати, через користь знищення комах-шкідників.